# Dikilu Bageta
Serge Dikilu Bageta (Kinshasa, 24 marzo 1978) è un ex calciatore della Repubblica Democratica del Congo, di ruolo difensore.

## Caratteristiche tecniche
Difensore centrale, poteva giocare anche come terzino destro o come libero.

## Carriera

### Nazionale
Ha debuttato in Nazionale il 6 giugno 1999, in Kenya-RD del Congo (0-1), subentrando a Emeka Mamale all'inizio del secondo tempo e venendo sostituito da Mababeni Nlenda al minuto 85. Ha messo a segno la sua prima rete con la maglia della Nazionale il 24 ottobre 2001, nell'amichevole Tanzania-RD del Congo (2-2), siglando la rete del momentaneo 1-1 al minuto 44. Ha partecipato, con la Nazionale, alla Coppa d'Africa 2000 e alla Coppa d'Africa 2002. Ha collezionato in totale, con la maglia della Nazionale, 30 presenze e tre reti.

## Palmarès

### Club

#### Competizioni nazionali
- Campionato congolese di calcio (Repubblica Democratica del Congo): 2

TP Mazembe: 2000, 2006
- Coppa della Repubblica Democratica del Congo: 1

TP Mazembe: 2000
- Coppa del Sudafrica: 1

Ajax Cape Town: 2006-2007